# Daniel Goeudevert

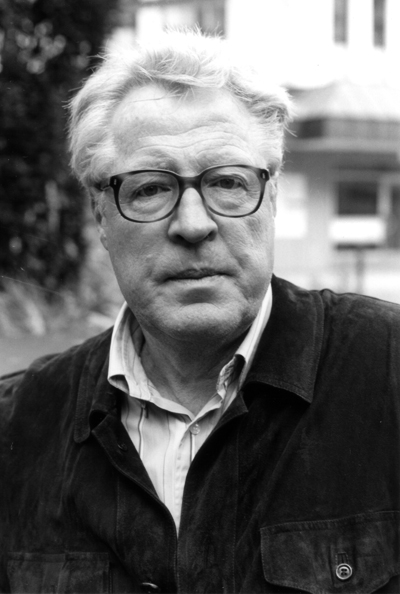
Daniel Goeudevert

Daniel Goeudevert (* 31. Januar 1942 in Reims) ist ein französischer Literat, Automanager und Unternehmensberater, der lange in Deutschland lebte und arbeitete.

## Leben
Nach dem Baccalaureat 1961 studierte er Literatur an der Universität Reims und der Sorbonne in Paris, wo er an einer Schule auch Deutsch unterrichtete.
Nach Studienabschluss 1965 wechselte er seine Berufsziele und ging als Verkäufer zu einem Autohaus. Dann begann seine steile Karriere bei Citroën. 1969 wurde er Verkaufsmanager. 1970 wurde er mit nur 28 Jahren Generaldirektor von Citroën Schweiz und kam 1974 in den Vorstand von Citroën Deutschland. Von 1975 bis 1978 übernahm Daniel Goeudevert die Funktion eines Generaldirektors der Deutschen Renault AG und wurde 1979 Exportchef des Unternehmens. 1981 brachte er es bis zum Vorstandsvorsitzenden der Deutschen Ford-Werke AG – ein Posten, von dem er 1989 seinen Rücktritt erklärte, um sich ganz dem Aufbau eines deutschen Pendants zur Harvard Business School widmen zu können.
Goeudevert wurde in Deutschland einer breiten Öffentlichkeit bekannt als das für den Einkauf zuständige Vorstandsmitglied der Volkswagen AG. Nach einer Neuordnung der Vorstandsressorts zeichnete er ab 1991 für den Bereich Marken verantwortlich. Er machte sich bei VW einen Namen als „Querdenker“, der gern ungewöhnliche Ansichten und Managementmethoden vertrat und dabei auch die menschliche Seite des Geschäfts nicht vergaß. Er unterstützte den Ausbau des öffentlichen Personennahverkehrs und befürwortete die Entwicklung umweltfreundlicher Autos. Letztlich scheiterte Goeudevert mit diesem Ansatz an seinen eher traditionell eingestellten Kollegen und musste daher 1993 Volkswagen verlassen.
Seit 1993 versuchte Goeudevert, seine Ansätze einer kreativen Unternehmensführung in einer von ihm initiierten Europäischen Management-Schule umzusetzen.
Er beteiligte sich an der Diskussion über die „Bildungsmisere“ – speziell in Deutschland – und zu Themen der industriegesellschaftlichen Perspektive unter dem Diktat wachsender Umweltprobleme und schwindender Rohstoffe. Seiner Auffassung nach ist die Schule weitgehend eine Vernichtung der natürlichen Fähigkeiten der Menschen.
Daniel Goeudevert hatte Sitze in mehreren Aufsichtsräten internationaler Unternehmen inne. Er war Mitglied des Club of Rome und erster Vizepräsident des Internationalen Grünen Kreuzes, der Umweltschutzstiftung von Michail Gorbatschow. Seit 1998 ist er Vizepräsident von FEDRE (Fondation Européenne pour le Développement durable des Régions). Seit 1998 ist er Vizepräsident von EFI (Europe Finance et Industrie). Er bekleidet daneben einen Beraterposten bei der UNESCO.
Daniel Goeudevert verfasste eine Autobiographie Wie ein Vogel im Aquarium, die in Deutschland ein Bestseller wurde. Seitdem hat er etliche weitere Bücher veröffentlicht. Mit Träumen beginnt die Realität – Aus dem Leben eines Europäers stand ebenfalls lange auf den Bestsellerlisten.
Er lebt in Steffisburg bei Thun im Schweizer Kanton Bern.

## Ehrungen und Auszeichnungen
- 1991 Verdienstorden des Landes Nordrhein-Westfalen[2]
- 1993 Carlo-Schmid-Preis
- 1997 Großes Verdienstkreuz der Bundesrepublik Deutschland
- 2003 Mercator-Professur der Universität-Gesamthochschule Duisburg.
- Träger des Ordens der französischen Ehrenlegion (Chevalier de la Légion d’honneur).

## Werke
- Wie ein Vogel im Aquarium. Aus dem Leben eines Managers, Rowohlt, Hamburg 1998, ISBN 3-499-60440-X.
- Mit Träumen beginnt die Realität. Aus dem Leben eines Europäers, Rowohlt, Hamburg 2000, ISBN 3-499-60938-X.
- Der Horizont hat Flügel, Econ, München 2001, ISBN 3-430-13261-4.
  - Der Horizont hat Flügel. Die Zukunft der Bildung, erw. TB-Ausgabe, Ullstein, München 2002, ISBN 3-548-75086-9.
- Wie Gott in Deutschland. Eine Liebeserklärung, Econ, München 2003, ISBN 3-430-13262-2 (TB 2004 ISBN 3-499-60938-X).
- Das Seerosen-Prinzip. Wie uns die Gier ruiniert, DuMont, Köln 2008, ISBN 978-3-8321-8076-8.
- Sackgasse. Wie Wirtschaft und Politik den Wandel verschlafen, DuMont, Köln 2020, ISBN 978-3-8321-8110-9.
- Die Zukunft ruft. Management, Märkte, Motoren, Busse Seewald, Herford 1990, ISBN 3-512-00973-5.

## Zitate

### Zitate von Goeudevert
- „Das Problem des ausscheidenden Managers ist deshalb weniger ein Imageverlust als vielmehr ein Identitätsverlust“. – Wie ein Vogel im Aquarium, S. 15
- „Ausbildung ohne Bildung führt zu Wissen ohne Gewissen.“ – Der Horizont hat Flügel. Die Zukunft der Bildung, S. 1 (erster Satz des Buches und quasi dessen Motto).
- „Wenn wir es schaffen, Moral und Ethik in unser wirtschaftliches Handeln mit einzubeziehen, werden wir noch größeren Erfolg haben. Zu deutsch: mehr Geld verdienen.“
- „Letztlich kommt es nicht so sehr darauf an, was einer erreicht hat, sondern was einer tut und warum er es tut. Sinn ist wichtiger als Geld und Macht.“[3]
- „Wer Straßen sät, wird Verkehr ernten“.[4]

### Zitate mit Bezug auf Goeudevert
- [Goeudevert] scheint jedoch nicht erkannt zu haben, daß diesem 'Identitätsverlust' bereits die Verwechslung von Image mit einer wirklichen Identität zugrunde liegt. Eine wirkliche Identität würde durch Statusverluste nicht verlorengehen. – Arno Gruen in Der Fremde in uns, S. 183